# Lauro Muller (kommun)
Lauro Muller är en kommun i Brasilien.   Den ligger i delstaten Santa Catarina, i den södra delen av landet, 1 400 km söder om huvudstaden Brasília. Antalet invånare är 14 366.
Följande samhällen finns i Lauro Muller:
- Lauro Muller

I omgivningarna runt Lauro Muller växer i huvudsak städsegrön lövskog. Runt Lauro Muller är det ganska glesbefolkat, med 31 invånare per kvadratkilometer.